# NSU Typ 110
El NSU Typ 110 y el NSU 1200 fueron dos automóviles de turismo fabricados por NSU Motorenwerke AG entre 1965 y 1973 en diferentes versiones. Basado en el NSU Prinz 1000, los cuatro metros de longitud del Typ 110 lo encuadraban en un segmento superior. Por este motivo, NSU suprimió la denominación “Prinz“ para este modelo.

## Typ 110 / Typ 110 S / Typ 110 SC
El Typ 110 se presentó con motivo del Salón del Automóvil de Fráncfort de 1965 y sirvió para completar la gama de NSU por arriba. Se basaba en el NSU Prinz 1000, pero disponía de una mayor distancia entre ejes y un frontal alargado, con lo cual se incrementaba también el espacio interior y el maletero. 
Exteriormente se distinguía del más pequeño Prinz 1000 por sus faros rectangulares, el gran embellecedor frontal y los anchos pilotos traseros. El interior adquiría un cierto aire de distinción gracias al moderno velocímetro de tambor, una franja decorativa de madera y un nuevo sistema de calefacción y ventilación.
Al igual que el Prinz 1000 y sus derivados deportivos, el TT y el TTS, el Typ 110 equipaba un motor trasero de cuatro cilindros refrigerado por aire, el cual iba montado transversalmente para ahorrar espacio. Inicialmente se ofrecía con un motor de 1085 cc y 39 kW (53 CV) que también se montaba, con 1,5 kW (2 CV) más, en el Prinz 1000 TT. A partir de 1966 era posible adquirir las versiones Typ 110 S y Typ 110 SC con un motor de 1177 cc y 44 kW (60 CV).
Entre 1965 y 1967 se fabricaron aproximadamente 74.000 unidades de los NSU Typ 110, Typ 110 S und Typ 110 SC.

## 1200 / 1200 C
NSU llevó a cabo un reajuste completo de su gama en 1967, rebautizando algunos de sus modelos. Así, del Typ 110 surgió el NSU 1200, que fue fabricado hasta el 22 de diciembre de 1972 con un motor de 1,2 litros y 40 kW (55 CV). El NSU 1200 podía montar opcionalmente el cambio automático de tres velocidades del NSU Ro 80.
El NSU 1200 C ofrecía unas prestaciones muy notables para un pequeño “sedán confortable“ de la época. Cubría la aceleración de 0 a 80 km/h en prácticamente 9 segundos y, rodando por debajo de 60 km/h, era capaz de aguantar sin esfuerzo el ritmo de coches más grandes y potentes.
Entre 1967 y 1973 se produjeron aproximadamente 256.000 unidades de los NSU 1200 y 1200 C.
El bastidor con eje trasero de brazos semiarrastrados era muy avanzado, como en todos los NSU de cuatro cilindros, y dotaba al coche de un carácter deportivo. Como contrapartida, condicionado por su propulsión trasera, el vehículo era muy sensible al viento lateral, especialmente con los neumáticos diagonales montados de serie, algo que paliaban unos neumáticos con cinturón de acero, cada vez más utilizados en aquella época. Por otro lado, la maniobrabilidad en tráfico urbano y en montaña era excelente, así como la adaptación a condiciones invernales.
El coche resultaba extraordinariamente sencillo de reparar: casi todas las piezas se podían reemplazar fácilmente. El embrague se podía sustituir en 30 minutos. No obstante, los motores refrigerados por aire tendían a sobrecalentarse incluso en la versión de serie; al realizar una preparación especial del motor, que se prestaba de maravilla a aumentos de potencia, era fundamental montar primero un radiador de aceite y abrir la tapa del motor para mejorar la refrigeración.
Estos modelos compactos de NSU recibían un tratamiento anticorrosión a base de un sofisticado recubrimiento de zinc en los bajos del vehículo. El fabricante recomendaba realizar las revisiones periódicas cada 7.500 km, cuando lo habitual en la época era efectuarlas cada 5.000 km.

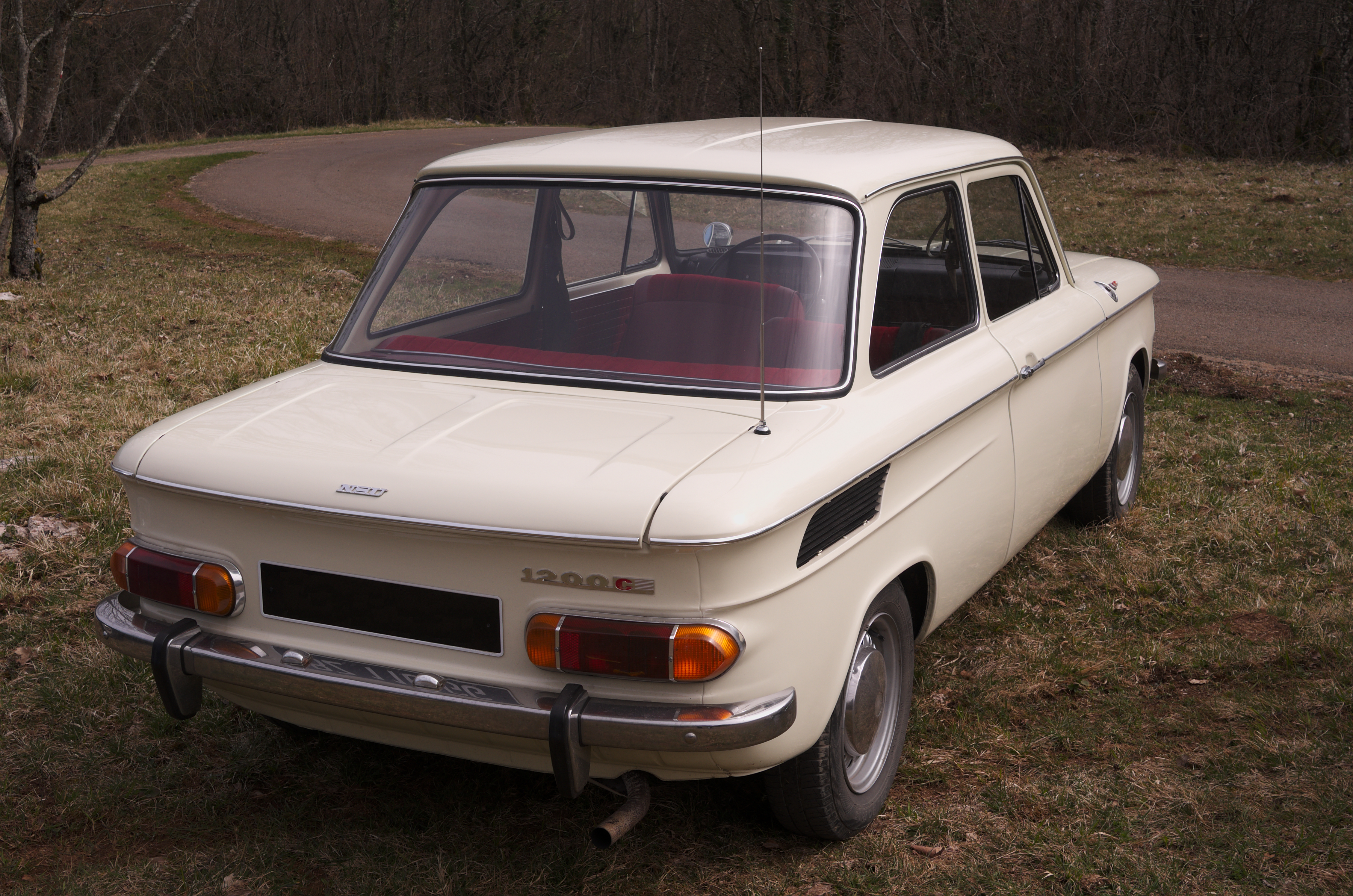
NSU 1200 C (vista posterior)